# Xbox Games Store
Xbox Games Store (anteriormente Xbox Live Marketplace) es una plataforma de distribución digital utilizada por las videoconsolas Xbox Series X|S, Xbox One y Xbox 360 de Microsoft. El servicio permite a los usuarios descargar o comprar videojuegos (incluidos los juegos Xbox Live Arcade y los títulos completos de Xbox One y Xbox 360), complementos para juegos existentes, demos y otro contenido variado, como avatares y temas del Dashboard.
El servicio también ofrecía anteriormente secciones para descargar contenido de video, como películas y episodios de televisión; a finales de 2012, esta funcionalidad fue reemplazada por Xbox Music y Xbox Video (ahora conocidas como Groove Música y Películas y TV, respectivamente).
A finales de 2017, Xbox Store fue reemplazada en Xbox One por Microsoft Store, como el escaparate digital estándar para todos los dispositivos con Windows.

## Microsoft Points
Los Microsoft Points eran la unidad monetaria virtual de Xbox Network y con estos se podía comprar todo lo disponible en el Bazar Xbox Live. Es la forma de pago de Xbox Network. Para obtener Microsoft Points se puede o bien comprarlos en un establecimiento comercial (En forma de "Tarjetas prepagadas") o en el Bazar Xbox Live mediante una Tarjeta Bancaria previamente establecida. A partir de 2014 las políticas de Xbox Network cambiaron, reemplazando la cantidad de Microsoft Points que el usuario tenía a su disposición por el valor de estos en la unidad monetaria de ciertos países en donde el servicio se encuentre disponible.

### Costo de Microsoft Points por región
Depende del país o continente en que se esté, se pagará diferente ya que la moneda de allí no será la misma. En esta tabla se pueden ver las diferentes tasas de pago en los principales lugares del mundo:
|                | 100 Points | 500 Points | 1000 Points               | 2000 Points | 5000 Points | 500 Points (en USD) | 500 Points (En GBP) |
| -------------- | ---------- | ---------- | ------------------------- | ----------- | ----------- | ------------------- | ------------------- |
| Australia      | $1,65      | $8,25      | $16,50                    | $33,00      | $82,50      | $5,91               | £3,43               |
| México         | $14        | $69        | $199 (por 1500 MS Points) | $275        | $687        | $6.95               | £3.48               |
| Canadá         | $1,55      | $7,75      | $15,50                    | $31,00      | $77,50      | $6,64               | £3,80               |
| Europa         | €1,20      | €6,00      | €12,00                    | €24,00      | €60,00      | $7,28               | £4,14               |
| Japón          | ¥148       | ¥740       | ¥1480                     | ¥2960       | ¥7400       | $6,30               | £3,52               |
| Reino Unido    | £0,85      | £4,25      | £8,50                     | £17,00      | £42,50      | $7,39               | £4,25               |
| Estados Unidos | $1,25      | $6,25      | $8,50                     | $6,00       | $1,50       | $6,25               | £3,48               |

Nota: En México no se encuentra a la venta "1000 MS Points" de forma exacta, a su vez se pueden comprar únicamente 1500 (incluyendo los paquetes con 100, 500, 2000 y 5000).

## Xbox Originals
El 4 de diciembre de 2007 se ha lanzado un nuevo servicio de descargas titulado Xbox Originals el cual permite a los usuarios de Xbox Network descargar juegos de Xbox directamente a su disco duro. Los juegos cuestan 1200 Microsoft Points cada uno. Los juegos disponibles desde el comienzo de este servicio han sido Halo, Fable, Psychonauts, Crimson Skies: High Road to Revenge, Crash Bandicoot: The Wrath of Cortex, Fuzion Frenzy, Indigo Prophecy y Splinter Cell Chaos Theory

## Tienda de Videos
La tienda de Vídeos es un servicio en línea por parte de Microsoft para distribuir series de televisión y películas a usuarios de Xbox 360. El servicio se ha comenzado el 22 de noviembre de 2006 via Xbox Network. Inicialmente ofrecía contenido de Paramount Pictures, CBS, TBS, MTV Networks, UFC, NBC, y Warner Bros. Home Entertainment. Otras empresas se han sumado al servicio como Lionsgate Films y Walt Disney Pictures, lo cual fue anunciado en el E3 2007. Actualmente este servicio se encuentra disponible en Estados Unidos, México, Canadá, Reino Unido, Irlanda, Francia y Alemania.
Diversas películas y series de televisión, las que pueden ser antiguas o actuales, por ejemplo Star Trek o South Park. Las series de televisión quedarán guardadas en el disco duro al momento de descargarlas en cambio las películas solo por un período ( Se bloquearán de forma automática luego de 24 horas después de la primera vista a la película o 14 días si es que no se ha visto una primera vez).